# Discographie de a-ha

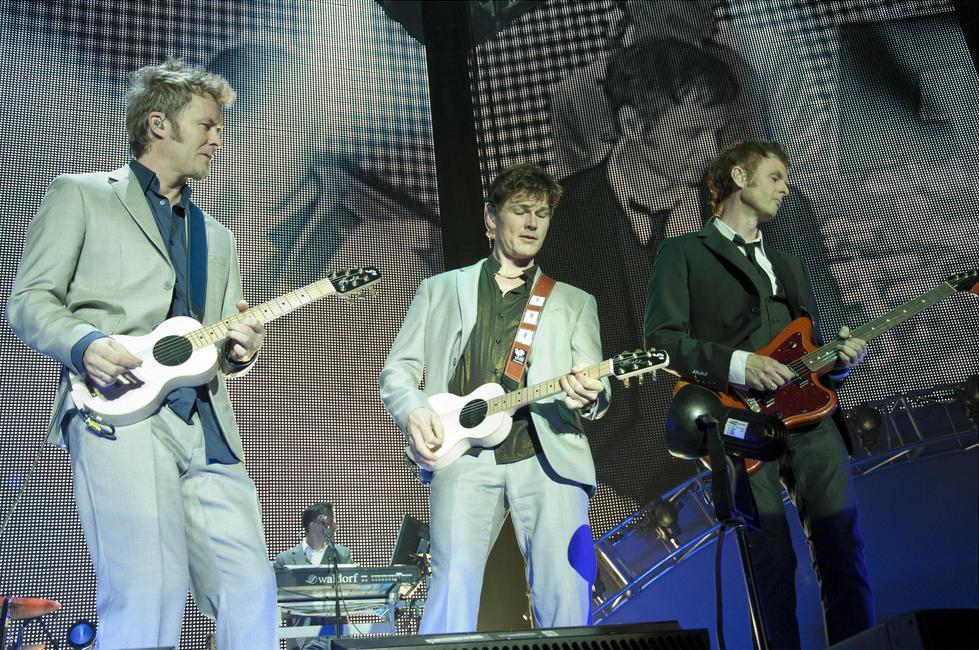
Concert de a-ha à Palacio Vistalegre, Madrid (Espagne).

Au cours de ses vingt-cinq années de carrière, le groupe norvégien a-ha a publié onze albums studio et près de 40 singles.

## Albums

### Studio
| Année | Titre                                                                                       | Classement | Classement | Classement | Classement | Classement | Classement | Classement | Classement | Classement | Classement | Classement | Classement | Classement | Classement | Certifications |
| Année | Titre                                                                                       | NOR        | AUT        | CAN        | NZ         | FIN        | FRA        | GER        | ITA        | NLD        | SWE        | SWI        | JAP        | UK         | US         | Certifications |
| ----- | ------------------------------------------------------------------------------------------- | ---------- | ---------- | ---------- | ---------- | ---------- | ---------- | ---------- | ---------- | ---------- | ---------- | ---------- | ---------- | ---------- | ---------- | --- |
| 1985  | Hunting High and Low - Sorti le 31 mai 1985 - Label : Warner Bros. Records                  | 1          | 1          | 12         | 1          | —          | 7          | 10         | 17         | 11         | 1          | 10         | 8          | 2          | 15         | - 3 × Platine au Royaume-Uni - 2 × Platine en France - Platine en Allemagne et aux États-Unis - Or au Brésil et aux Pays-Bas |
| 1986  | Scoundrel Days - Sorti le 6 octobre 1986 - Label : Warner Bros. Records                     | 1          | 9          | 33         | 4          | —          | 7          | 4          | 11         | 14         | 11         | 6          | 6          | 2          | 74         | - Platine au Brésil, en France, en Suisse et au Royaume-Uni - Or en Allemagne                                                |
| 1988  | Stay on These Roads - Sorti le 1er mai 1988 - Label : Warner Bros. Records                  | 1          | 9          | 55         | 36         | —          | 3          | 4          | 2          | 6          | 10         | 6          | 5          | 2          | 148        | - 2 × Platine en France - Platine au Brésil - Or en Allemagne, aux Pays-Bas, en Suisse et au Royaume-Uni                     |
| 1990  | East of the Sun, West of the Moon - Sorti le 22 octobre 1990 - Label : Warner Bros. Records | 1          | 23         | 37         | —          | —          | 15         | 8          | —          | 23         | 35         | 16         | 20         | 12         | —          | - Or en Allemagne, au Brésil, en France et en Suisse - Argent au Royaume-Uni                                                 |
| 1993  | Memorial Beach - Sorti le 14 juin 1993 - Label : Warner Bros. Records                       | 1          | 36         | —          | —          | —          | 25         | 17         | —          | 64         | 39         | 39         | 27         | 17         | —          | |
| 2000  | Minor Earth Major Sky - Sorti le 17 juillet 2000 - Label : Warner Bros. Records             | 1          | 4          | —          | —          | 39         | 41         | 1          | —          | 55         | 36         | 3          | 53         | 27         | —          | - Platine en Allemagne - Or en Suisse                                                                                        |
| 2002  | Lifelines - Sorti le 2 avril 2002 - Label : Warner Bros. Records                            | 1          | 2          | 28         | —          | —          | 30         | 1          | —          | 92         | 21         | 6          | 99         | 67         | —          | - Or en Allemagne |
| 2005  | Analogue - Sorti le 4 novembre 2005 - Label : Universal Music Group                         | 1          | 18         | —          | —          | —          | 60         | 6          | —          | 50         | —          | 21         | —          | 24         | —          | - Argent au Royaume-Uni |
| 2009  | Foot of the Mountain - Sorti le 19 juin 2009 - Label : Universal Music Group                | 2          | 11         | —          | —          | —          | 8          | 1          | 85         | 83         | 45         | 12         | —          | 5          | —          | - Platine en Allemagne |
| 2015  | Cast in Steel - Sorti le 4 septembre 2015 - Label : Universal Music Group                   | 2          | —          | —          | —          | —          | 84         | —          | —          | —          | —          | —          | —          | —          | —          | |
| 2022  | True North - Sorti le 21 octobre 2022 - Label : Sony Music                                  | 2          | 4          |            | 35         |            |            | 25         |            |            | 8          |            |            | 7          |            | |

### En concert
| Année | Titre | Classement | Classement | Classement | Classement | Classement |
| Année | Titre | NOR        | AUT        | FRA        | GER        | SWI        |
| ----- | --- | ---------- | ---------- | ---------- | ---------- | ---------- |
| 2001  | Live at Vallhall – Homecoming Grimstad Benefit Concert - Label: Warner Bros. Records (WB #244864)             | —          | —          | —          | —          | —          |
| 2003  | How Can I Sleep with Your Voice in My Head - Sorti le 25 mars 2003 - Label : Warner Bros. Records (WB #63329) | 4          | 73         | 88         | 8          | 36         |
| 2008  | Live at Vallhall – Sight & Sound Series - Label : Warner Bros. Records (WB #5051442913828)                    | —          | —          | —          | —          | —          |
| 2011  | Ending on a High Note - The Final Concert - Sorti le 1er avril 2011 - Label : Universal Music Group           | 6          | —          | 19         | 3          | —          |
| 2017  | MTV Unplugged – Summer Solstice - Sorti le 6 octobre 2017 - Label : Universal Music Group                     | —          | —          | —          | —          | —          |

### Compilations
| Année | Titre | Classement | Classement | Classement | Classement | Classement | Classement | Classement | Classement | Classement | Certifications                                          |
| Année | Titre | NOR        | AUT        | GER        | NLD        | IRE        | SWE        | SWI        | JAP        | UK         | Certifications                                          |
| ----- | --- | ---------- | ---------- | ---------- | ---------- | ---------- | ---------- | ---------- | ---------- | ---------- | ------------------------------------------------------- |
| 1991  | Headlines and Deadlines – The Hits of a-ha - Sorti le 4 novembre 1991 - Label : Warner Bros. Records (WB #7599267732)   | 9          | 32         | 36         | 28         | 28         | 47         | 40         | 16         | 12         | - Platine en Allemagne et au Royaume-Uni - Or au Brésil |
| 2001  | Minor Earth Major Box - Sorti le 26 février 2001 - Label: Warner Bros. Records (WB #8573 86884-2)                       | —          | —          | —          | —          | —          | —          | —          | —          | —          |                                                         |
| 2004  | The Singles: 1984-2004 - Sorti le 29 novembre 2004 - Label : Warner Bros. Records (WB #5046783242)                      | 4          | —          | 49         | —          | —          | 8          | —          | —          | —          |                                                         |
| 2005  | The Definitive Singles Collection 1984–2004 - Sorti le 5 avril 2005 - Label : Warner Bros. Records (WB #678324)         | —          | —          | —          | —          | 44         | —          | —          | —          | 14         | - Or au Royaume-Uni                                     |
| 2010  | Hunting High and Low (Deluxe Edition) - Sorti le 6 juillet 2010 - Label: Rhino Records / Warner Bros. Records           | 32         | —          | —          | —          | —          | —          | —          | —          | 165        |                                                         |
| 2010  | Scoundrel Days (Deluxe Edition) - Sorti le 6 juillet 2010 - Label : Rhino Records / Warner Bros. Records                | 27         | —          | —          | —          | —          | —          | —          | —          | 190        |                                                         |
| 2010  | 25 - Sorti le 19 juillet 2010 - Label : Universal Music                                                                 | —          | —          | —          | —          | —          | —          | —          | —          | —          |                                                         |
| 2015  | Hunting High and Low (Super Deluxe Edition) - Sorti le 18 septembre 2015 - Label : Rhino Records / Warner Bros. Records | —          | —          | —          | —          | —          | —          | —          | —          | —          |                                                         |

## Singles
| Year | Title                                         | Peak chart positions | Peak chart positions | Peak chart positions | Peak chart positions | Peak chart positions | Peak chart positions | Peak chart positions | Peak chart positions | Peak chart positions | Peak chart positions | Peak chart positions | Peak chart positions | Peak chart positions | Album                                      |
| Year | Title                                         | NOR                  | AUS                  | NZ                   | AUT                  | FRA                  | GER                  | IRE                  | NLD                  | BEL                  | SWE                  | SWI                  | UK                   | US                   | Album                                      |
| ---- | --------------------------------------------- | -------------------- | -------------------- | -------------------- | -------------------- | -------------------- | -------------------- | -------------------- | -------------------- | -------------------- | -------------------- | -------------------- | -------------------- | -------------------- | ------------------------------------------ |
| 1984 | Take on Me (version originale)                | 3                    | —                    | —                    | —                    | —                    | —                    | —                    | —                    | —                    | —                    | —                    | —                    | —                    | Hunting High and Low                       |
| 1985 | Take on Me                                    | 1                    | 1                    | 7                    | 1                    | 3                    | 1                    | 2                    | 1                    | 1                    | 1                    | 1                    | 2                    | 1                    | Hunting High and Low                       |
| 1985 | Love Is Reason                                | —                    | —                    | —                    | —                    | —                    | —                    | —                    | —                    | —                    | —                    | —                    | —                    | —                    | Hunting High and Low                       |
| 1985 | The Sun Always Shines on T.V.                 | 2                    | 19                   | 12                   | 8                    | 10                   | 5                    | 1                    | 4                    | 8                    | 2                    | 7                    | 1                    | 20                   | Hunting High and Low                       |
| 1986 | Train of Thought                              | —                    | 47                   | 28                   | —                    | —                    | 14                   | 5                    | —                    | 22                   | —                    | —                    | 8                    | —                    | Hunting High and Low                       |
| 1986 | Hunting High and Low                          | 10                   | 33                   | 25                   | 24                   | 4                    | 11                   | 4                    | 9                    | 16                   | —                    | —                    | 5                    | —                    | Hunting High and Low                       |
| 1986 | I've Been Losing You                          | 1                    | 21                   | 19                   | 20                   | 14                   | 15                   | 3                    | 11                   | 8                    | 11                   | 16                   | 8                    | —                    | Scoundrel Days                             |
| 1986 | Cry Wolf                                      | 2                    | 45                   | 10                   | —                    | 35                   | 20                   | 4                    | 12                   | 9                    | —                    | 27                   | 5                    | 50                   | Scoundrel Days                             |
| 1986 | Maybe, Maybe                                  | —                    | —                    | —                    | —                    | —                    | —                    | —                    | —                    | —                    | —                    | —                    | —                    | —                    | Scoundrel Days                             |
| 1987 | Manhattan Skyline                             | 4                    | —                    | —                    | —                    | —                    | 28                   | 3                    | 53                   | 19                   | —                    | —                    | 13                   | —                    | Scoundrel Days                             |
| 1987 | The Living Daylights                          | 1                    | 29                   | 50                   | 18                   | 21                   | 8                    | 2                    | 9                    | 4                    | 3                    | 8                    | 5                    | 113                  | The Living Daylights (bande originale)     |
| 1988 | Stay On These Roads                           | 1                    | 55                   | —                    | 11                   | 3                    | 7                    | 2                    | 10                   | 11                   | 17                   | 10                   | 5                    | —                    | Stay on These Roads                        |
| 1988 | The Blood That Moves the Body                 | —                    | —                    | —                    | —                    | —                    | 23                   | 11                   | 24                   | 10                   | —                    | 29                   | 25                   | —                    | Stay on These Roads                        |
| 1988 | Touchy!                                       | —                    | —                    | —                    | —                    | 5                    | 13                   | 6                    | 13                   | 8                    | —                    | 18                   | 11                   | —                    | Stay on These Roads                        |
| 1988 | You Are the One                               | —                    | —                    | —                    | —                    | 21                   | 30                   | 12                   | 56                   | 16                   | —                    | —                    | 13                   | —                    | Stay on These Roads                        |
| 1989 | There's Never a Forever Thing                 | —                    | —                    | —                    | —                    | —                    | —                    | —                    | —                    | —                    | —                    | —                    | —                    | —                    | Stay on These Roads                        |
| 1990 | Crying in the Rain                            | 1                    | —                    | —                    | 17                   | 11                   | 6                    | 8                    | 10                   | 8                    | —                    | 21                   | 13                   | —                    | East of the Sun, West of the Moon          |
| 1990 | I Call Your Name                              | —                    | —                    | —                    | —                    | 45                   | 37                   | —                    | 38                   | —                    | —                    | —                    | 44                   | —                    | East of the Sun, West of the Moon          |
| 1991 | Early Morning                                 | —                    | —                    | —                    | —                    | —                    | 52                   | 29                   | —                    | —                    | —                    | —                    | 78                   | —                    | East of the Sun, West of the Moon          |
| 1991 | Waiting for Her                               | —                    | —                    | —                    | —                    | —                    | —                    | —                    | —                    | —                    | —                    | —                    | —                    | —                    | East of the Sun, West of the Moon          |
| 1991 | Move to Memphis                               | 2                    | —                    | —                    | —                    | —                    | 39                   | 29                   | 61                   | —                    | —                    | —                    | 47                   | —                    | Headlines and Deadlines - The Hits of a-ha |
| 1992 | The Blood That Moves the Body '92             | —                    | —                    | —                    | —                    | —                    | —                    | —                    | —                    | —                    | —                    | —                    | —                    | —                    | hors-album                                 |
| 1993 | Dark Is the Night                             | 4                    | —                    | —                    | —                    | —                    | 46                   | 28                   | —                    | 28                   | —                    | —                    | 19                   | 111                  | Memorial Beach                             |
| 1993 | Angel                                         | —                    | —                    | —                    | —                    | —                    | —                    | —                    | —                    | —                    | —                    | 41                   | —                    | —                    | Memorial Beach                             |
| 1993 | Lie Down in Darkness                          | —                    | —                    | —                    | —                    | —                    | —                    | —                    | —                    | —                    | —                    | —                    | —                    | —                    | Memorial Beach                             |
| 1994 | Shapes That Go Together                       | —                    | —                    | —                    | —                    | —                    | 57                   | —                    | —                    | —                    | —                    | —                    | 27                   | —                    | hors-album                                 |
| 2000 | Summer Moved On                               | 1                    | —                    | —                    | 10                   | —                    | 8                    | 46                   | 74                   | 26                   | —                    | 14                   | 33                   | —                    | Minor Earth Major Sky                      |
| 2000 | Minor Earth Major Sky                         | —                    | —                    | —                    | —                    | —                    | 73                   | —                    | —                    | —                    | —                    | 73                   | —                    | —                    | Minor Earth Major Sky                      |
| 2000 | Velvet                                        | —                    | —                    | —                    | —                    | —                    | 48                   | —                    | —                    | —                    | —                    | 92                   | —                    | —                    | Minor Earth Major Sky                      |
| 2000 | The Sun Never Shone That Day                  | —                    | —                    | —                    | —                    | —                    | —                    | —                    | —                    | —                    | —                    | —                    | —                    | —                    | Minor Earth Major Sky                      |
| 2002 | Forever Not Yours                             | 1                    | —                    | —                    | 31                   | —                    | 18                   | —                    | 82                   | —                    | 46                   | 26                   | 175                  | —                    | Lifelines                                  |
| 2002 | Lifelines                                     | 18                   | —                    | —                    | —                    | —                    | 32                   | —                    | —                    | —                    | —                    | —                    | 78                   | —                    | Lifelines                                  |
| 2002 | Did Anyone Approach You?                      | —                    | —                    | —                    | —                    | —                    | 67                   | —                    | —                    | —                    | —                    | —                    | —                    | —                    | Lifelines                                  |
| 2003 | The Sun Always Shines on T.V. (live)          | —                    | —                    | —                    | —                    | —                    | 53                   | —                    | —                    | —                    | —                    | —                    | 181                  | —                    | How Can I Sleep with Your Voice in My Head |
| 2005 | Celice                                        | 1                    | —                    | —                    | 41                   | —                    | 21                   | —                    | —                    | 46                   | —                    | 38                   | —                    | —                    | Analogue                                   |
| 2005 | Birthright                                    | —                    | —                    | —                    | —                    | —                    | —                    | —                    | —                    | —                    | —                    | —                    | —                    | —                    | Analogue                                   |
| 2006 | Analogue (All I Want)                         | 10                   | —                    | —                    | —                    | —                    | 33                   | 24                   | —                    | 56                   | —                    | —                    | 10                   | —                    | Analogue                                   |
| 2006 | Cosy Prisons                                  | —                    | —                    | —                    | —                    | —                    | —                    | —                    | —                    | —                    | —                    | —                    | 39                   | —                    | Analogue                                   |
| 2009 | Foot of the Mountain                          | 8                    | —                    | —                    | 28                   | —                    | 3                    | —                    | —                    | —                    | —                    | 33                   | 66                   | —                    | Foot of the Mountain                       |
| 2009 | Nothing Is Keeping You Here                   | —                    | —                    | —                    | —                    | —                    | 65                   | —                    | —                    | —                    | —                    | —                    | —                    | —                    | Foot of the Mountain                       |
| 2009 | Shadowside                                    | —                    | —                    | —                    | 73                   | —                    | 22                   | —                    | —                    | —                    | —                    | —                    | —                    | —                    | Foot of the Mountain                       |
| 2010 | Butterfly, Butterfly (The Last Hurrah)        | 13                   | —                    | —                    | —                    | —                    | —                    | —                    | —                    | —                    | —                    | —                    | —                    | —                    | 25                                         |
| 2011 | Summer Moved On (live)                        | —                    | —                    | —                    | —                    | —                    | 90                   | —                    | —                    | —                    | —                    | —                    | —                    | —                    | Ending on a High Note: The Final Concert   |
| 2015 | Under the Makeup                              | —                    | —                    | —                    | —                    | —                    | —                    | —                    | —                    | —                    | —                    | —                    | —                    | —                    | Cast in Steel                              |
| 2016 | Cast in Steel (version Steve Osborne)         | —                    | —                    | —                    | —                    | —                    | —                    | —                    | —                    | —                    | —                    | —                    | —                    | —                    | Cast in Steel                              |
| 2016 | Objects in the Mirror (version Steve Osborne) | —                    | —                    | —                    | —                    | 179                  | —                    | —                    | —                    | —                    | —                    | —                    | —                    | —                    | Cast in Steel                              |
| 2022 | I'm In                                        | —                    | —                    | —                    | —                    | —                    | —                    | —                    | —                    | —                    | —                    | —                    | —                    | —                    | True North                                 |
| 2022 | You Have What It Takes                        | —                    | —                    | —                    | —                    | —                    | —                    | —                    | —                    | —                    | —                    | —                    | —                    | —                    | True North                                 |
| 2022 | True North                                    | —                    | —                    | —                    | —                    | —                    | —                    | —                    | —                    | —                    | —                    | —                    | —                    | —                    | True North                                 |
| 2023 | Between the Halo and the Horn                 | —                    | —                    | —                    | —                    | —                    | —                    | —                    | —                    | —                    | —                    | —                    | —                    | —                    | True North                                 |

## Vidéos
- 1991 : Headlines and Deadlines - The Hits of a-ha
- 1991 : a-ha - The Videos
- 1993 : Live in South America
- 2001 : Live at Vallhall - Homecoming
- 2005 : Live 8 (Berlin)
- 2009 : Live in Chile 06
- 2010 : 25 The Videos
- 2017 : MTV Unplugged - Summer Solstice

## EP
- 1986 : 45 R.P.M. Club et Twelve Inch Club
- 1987 : Scoundrel Club
- 1988 : Road Club